# 逐點收斂
逐點收歛也稱點態收斂（英語：pointwise convergence，或称简单收敛），是數學中描述一組函数序列向一个函数趋近的一種方式（函數趨近極限有其他不同方式，個中差異請小心分辨）。詳細點講，如果这組函数列在定義域中每点的取值都會趋于一个极限值，這時可以用每點的極限來定義這組函數序列的極限函數，被趋近的这个極限函数称作這個函数序列的逐点极限。在各种收敛中，逐点收敛較容易了解跟想象，但未必能很好地保持函数的一些重要性质，比如说连续性等等。

## 定义
设 {\displaystyle \{f_{n}\}} 是一組有相同定义域的函数序列。序列 {\displaystyle \{f_{n}\}} 逐点收敛当且仅当存在函数 {\displaystyle f}，使得在定义域中的每點 {\displaystyle x}，都有：
{\displaystyle \lim _{n\rightarrow \infty }f_{n}(x)=f(x)}
这时我们就说序列 {\displaystyle \{f_{n}\}} 逐点收敛到 {\displaystyle f}，或說函數 {\displaystyle f} 是序列 {\displaystyle f_{n}} 的逐點極限函數。在英文中也寫作：
{\displaystyle \lim _{n\rightarrow \infty }f_{n}=f\ {\mbox{ pointwise}},}

## 性质
与逐点收敛经常一起出现的一个概念是一致收敛（英語：uniform convergence）。一致收歛的定义如下：
假設序列 {\displaystyle (f_{n})} 中的函數跟函數 {\displaystyle f} 都有相同的定義域 {\displaystyle I}。定義函數序列 {\displaystyle (f_{n})} 一致收敛到 {\displaystyle f}，若數列 
{\displaystyle a_{n}=\sup\{\,\left|f_{n}(x)-f(x)\right|:x\in I\,\}} 
趨近於零，用符號表示就是：{\displaystyle \lim _{n\to \infty }a_{n}=0}，換句話講也就是：
{\displaystyle \lim _{n\rightarrow \infty }\,\sup\{\,\left|f_{n}(x)-f(x)\right|:x\in I\;\}=0}
兩相比較，一致收敛對於函數趨近的方式限制更大，所以一致收敛的函数序列必然逐点收敛，反之则不然。一个简单的例子是函数序列 {\displaystyle f_{n}:[0,1]\rightarrow [0,1]}，讓  {\displaystyle f_{n}(x)=x^{n}}，則 {\displaystyle (f_{n})} 逐点收敛到（不連續）函数 
{\displaystyle f(x)={\begin{cases}0&x\in [0,1)\\1&x=1\end{cases}}},
但并不一致收敛到該函數，因為對每個 {\displaystyle n}，{\displaystyle \sup\{\,\left|f_{n}(x)-f(x)\right|:x\in [0,1]\,\}} 皆為 1，所以
{\displaystyle \lim _{n\rightarrow \infty }\,\sup\{\,\left|f_{n}(x)-f(x)\right|:x\in [0,1]\,\}=1\neq 0}。
這說明了序列 {\displaystyle (f_{n})} 並不一致收歛。
一致收敛能够保持函数序列的连续性，但逐点收敛不能。如上例， 序列 {\displaystyle (f_{n}(x)=x^{n})} 都在闭区间 {\displaystyle [0,1]} 上连续，但是 {\displaystyle (f_{n})} 逐点收敛到的函数 {\displaystyle f} 並不是连续函数。
逐點收歛不要求序列 {\displaystyle (f_{n})} 中函数的取值一定是实数，也可以是任何使其定义有意义的拓扑空间。但一致收敛函数的适用范围则相对较小，比如如果函數序列 {\displaystyle (f_{n})} 的對應域僅是拓樸空間，那可能一致收歛的定義並無意義，所以一致收歛的對應域一般在度量空间。因为一致收歛定義中表達趨近的部分我們（部分的）利用了距离的概念（絕對值就是距離的概念），在這定義中無法被其他概念取代，相對來說逐點收歛中表達趨近的部分雖然也用了距離概念，但可以用拓樸空間中的開集合來取代，。

## 拓扑性质
逐点收敛也可以理解为由半范数{\displaystyle ||f||_{x}=|f(x)|\,}建立的拓扑。具有这种拓扑的函数组成的空间叫做逐点收敛空间。这个拓扑与乘积拓扑是等价的。如果{\displaystyle f}的定义域和值域都是紧致的，根据吉洪诺夫定理，这个空间也是紧致的。

## 测度论
在测度理论中，对一个可测空间上的可测函数有几乎处处收敛的概念，也就是说几乎处处逐点收敛。叶戈罗夫定理说明，在有限测度的集合上几乎处处逐点收敛，意味着在稍微较小的集合上一致收敛。